# واجیما هیروشی
واجیما هیروشی (به ژاپنی: 輪島 大士) کُشتی‌گیر سوموی اهل استان ایشیکاوا در کشور ژاپن است که پنجاه‌وچهارمین کشتی‌گیر دارای رتبهٔ یوکوزونا محسوب می‌شود. وی در سال ۱۹۷۳ میلادی به این مرتبه ارتقا یافت و در سال ۱۹۸۱ میلادی بازنشست شد. واجیما هیروشی توانست ۱۴ بار قهرمان (یوشو) مسابقات سومو شود.